# 高崖乡 (海原县)
高崖乡，是中国宁夏回族自治区中卫市海原县下辖的一个乡镇级行政单位。

## 行政区划
高崖乡共辖以下地区：
香水村、红古村、红岸村、联合村、草场村、三分湾村、高崖村、高湾村。